# 손톱물기
손톱물기(영어: nail biting 또는 onychophagy) 또는 교조증(咬爪症)은 구강과 관련된 강박적 습관이다. 또한 말하기, 먹기, 마시기 이외에 입이 하는 흔한 행동이다.
그리고 손톱물기는 특히 어린이에게서 매우 흔하게 나타나며, 심한 형태의 손톱물기는 DSM-IV-R에서 충동조절장애로 서술되며,  DSM-5에서는 강박 및 관련 장애로 분류된다. ICD-10은 이러한 습관을 "주로 유아기와 사춘기에 발병하는 기타의 구체화된 행동적, 감정적 장애"으로 분류한다. 그러나 모든 손톱물기가 병리적인 것은 아니며, 해로운 강박과 일반적 행동 사이의 차이가 언제나 명확한 것은 아니다.

## 징후와 증상
손톱물기의 결과는 손톱물기로 인한 물리적인 손상이나 감염 매개가 된 손에서 야기된다. 게다가 사회적인 영향으로도 나타날 수 있다.
열 개의 손톱은 일반적으로 같은 정도로 물어뜯긴다. 손톱물기로 큐티클이 제거되면, 손가락은 조갑주위염과 같은 세균성, 바이러스성 감염에 취약해진다. 침은 피부를 붉게 하거나 감염시킨다. 드문 경우에 손톱은 몇 년 동안의 손톱물기로 손톱밑이 파괴되어 심각하게 변형될 수 있다.
손톱물기는 잇몸 손상, 부정교합과 같은 다른 구강 문제와 연관될 수 있다. 또한 항문에서 손톱 표면으로 옮겨진 요충이나 박테리아를 입으로 전달할 수 있다. 뜯겨진 손톱이 삼켜진다면 위에 문제가 발생할 수도 있다.
손톱물기는 죄책감과 수치심의 원인이 될 수 있고, 삶의 질을 저하시키거나 가족 내에서나 더 큰 사회적 수준에서 사회 낙인이 될 수 있다.

## 치료법 / 예방법
알려져있는 치료법은 없다. 다만 심리상담을 받아보거나, 마발라 스톱등 손톱 물기 방지용 매니큐어를 바르는 방법 등 여러 방법이 있다.